# Charleston (navire)
Pour les articles homonymes, voir Charleston.
Le Charleston est un navire espion construit en 1945 par les chantiers Berthon de Lymington pour la Royal Navy. Converti à la plaisance après la guerre, il est aujourd’hui amarré au Cap d’Agde.
En 2010, il est labellisé BIP (Bateau d’intérêt patrimonial) par la Fondation du patrimoine maritime et fluvial.

## Histoire
Le Charleston est un navire espion déclaré en 1945 par les chantiers Berthon de Lymington pour la Royal Navy.
Après la guerre, il est converti en yacht au Portugal, puis se rend à Cannes où il reste jusqu’en 1971. À cette date, il se rend à Saint-Cyprien. En 2008, il est racheté et amené au Cap d’Agde.
En 2010, il est labellisé BIP (Bateau d’intérêt patrimonial) par la Fondation du patrimoine maritime et fluvial.